# Uta Prelle
Uta Prelle-Köppe (* 7. Mai 1963 in Hannover) ist eine deutsche Schauspielerin und Schauspiel-Coach.
Ihre Schauspielausbildung machte sie von 1982 bis 1985 an der Hochschule für Musik und darstellende Kunst in Salzburg. Von 1986 bis 1990 war sie an der Freien Volksbühne in Berlin engagiert. Seit 1990 arbeitete sie unter anderem in Theaterproduktionen am Bauhaus in Dessau, an der Alten Oper in Frankfurt am Main und an verschiedenen Bühnen sowie seit 1990 als Sprecherin für diverse Rundfunkproduktionen. Außerdem hält sie seit 1994 Lesungen.
Im Fernsehen ist sie seit 1985 zu sehen. Bekannt wurde sie vor allem durch ihre Rolle als Birgit Schnoor in der RTL-Serie Hinter Gittern – Der Frauenknast, in der sie während des kompletten Produktionszeitraums mitspielte. Nach dem Ende ihrer Schauspielkarriere begann sie als Schauspielcoach zu arbeiten, unter anderem bei der Serie Gute Zeiten, schlechte Zeiten, in der sie 2012 mitgespielt hatte.

## Filmografie

### Fernsehen
- 1986: Tatort – Tod auf Eis
- 1998: Anja, Anton und das Kälbchen
- 1999: Puma – Kämpfer mit Herz
- 2001: Streit um drei
- 1997–2007: Hinter Gittern – Der Frauenknast
- 2007: Die Stein
- 2008: Wege zum Glück
- 2012: Gute Zeiten, schlechte Zeiten

### Kino
- 1991: Lebewohl, Fremde
- 1994: Snooze